# Armoriale dei comuni dell'Ostrobotnia centrale
Questa pagina contiene le armi (stemma e blasonatura) dei comuni finlandesi appartenenti alla regione dell'Ostrobotnia centrale.
Regione della Ostrobotnia centrale
Sinisessä kentässä hopeinen, kultakyntinen ja -kielinen, kävelevä, taakseen katsova näätä, jonka saatteena yläpuolella kolme ja alapuolella kaksi hopeista naularistiä
(d'azzurro, alla martora d'argento, con la testa rivoltata, unghiata d'oro, accompagnata da cinque crocette patenti e fitte d'argento, tre in capo e due in punta)

## Comuni e città attuali
| Stemma | Nome del comune e blasonatura |
| ------ | --- |
|        | Halsua Punaisessa kentässä kaksi vastakkain asetettua pyöreäperäistä hopeakannelta, joitten kielet siniset (di rosso, a due cetre finlandesi d'argento, con la base convessa, affrontate e cordate d'azzurro)                                                    |
|        | Himanka Kultakentässä sininen, kaksimastoinen kaljaasi (d'oro, alla galeazza a due alberi d'azzurro) |
|        | Kannus Sinisessä kentässä paaluittainen noitarummun (kannuksen) vasara, sen varren kummallakin puolella kuusisakarainen kannustähti; kaikki hopeaa. (d'azzurro, al martello per tamburo da strega posto in palo, accostato da due spronelle, il tutto d'argento) |
|        | Kaustinen Sinisessä kultaisin naularistein sirotellussa kentässä vastapalkeittain asetettu kultainen viulu (d'azzurro seminato di crocette patenti e fitte d'oro, al violino dello stesso posto in sbarra)                                                       |
|        | Kokkola Kultakentässä kyljellään musta tervatynnyri, jonka tapinreiästä ja pohjista lyövät punaiset tulenlieskat. (d'oro, al barile di catrame di nero posto in fascia, con tre fiamme di rosso uscenti dal foro per il tappo e dalle due estremità)             |
|        | Kälviä Sinisessä kentässä kolme hopeista, nousevaa osmankäämiä, emitähkät kultaa (d'azzurro, a tre canne d'argento nascenti dalla base, con i carpelli delle spighe d'oro)                                                                                       |
|        | Lestijärvi Hopeakentässä sininen teerenpyrstö (d'argento, alla coda di fagiano di monte d'azzurro) |
|        | Perho Mustassa kentässä kultainen perhonen, jonka yläpuolella saatteena hopeinen naularisti. (di nero, alla farfalla d'oro, sormontata da una crocetta patente e fitta d'argento)                                                                                |
|        | Toholampi Hopeakentässä alainen, musta, yläpuoleltaan oksakoroinen polviorsi; kustakin sakarasta nousee punainen tulenlieska. (d'argento, allo scaglione abbassato merlato di cinque pezzi di nero, infiammato di rosso su ogni merlo)                           |
|        | Veteli Hopeakentässä sininen paalu, jossa seitsenkielinen kultakantele; kielet punaiset. (d'argento, al palo d'azzurro, caricato da una cetra finlandese a sette corde d'oro, cordata di rosso)                                                                  |

## Municipalità disciolte e vecchie blasonature
| Stemma | Nome del comune e blasonatura |
| ------ | --- |
|        | Karleby Sinisessä kentässä hopeinen, kultavaruksinen näätä pystyasennossa ja sen yläpuolella kolme kultakruunua vieretysten. (d'azzurro, alla martora rampante d'argento, unghiata d'oro, sormontata da tre corone dello stesso ordinate in fascia) |
|        | Lohtaja Sinisessä kentässä aaltokoroinen hopeakärki, jossa punainen, puna-kultaliekkinen masuuni. (d'argento, all'altoforno di rosso, infiammato di rosso e oro, mantellato ondato d'azzurro)                                                       |
|        | Ullava Sinisessä kentässä kaksi hopeista suosuksea ristikkäin. (d'azzurro, a due sci di palude d'argento posti in decusse) |
|        | Öja Kultakentässä nouseva musta majakka, jonka lyhdyn ruudut hopeaa. (d'oro, al faro di nero nascente dalla punta, con le finestre della lampada d'argento)                                                                                         |